# Treehouse of Horror III
«Treehouse of Horror III» (с англ. — «Маленький домик ужасов на дереве 3») — пятый эпизод 4 сезона мультсериала «Симпсоны». Премьера эпизода состоялась 29 октября 1992 года на телеканале Fox network.

## Сюжет
Перед театральным занавесом Гомер предупреждает, что это очень страшная серия, а затем обзывает зрителей трусами.
На Хэллоуин в доме Симпсонов собрались дети со всего Спрингфилда. Мардж предлагает рассказывать страшные истории. Лиза, дедушка и Барт начинают свои повествования.
Clown without Pity (с англ. — «Безжалостный клоун»)
В день рождения Барта Гомер забыл купить ему подарок. Он клянётся могилой отца, что немедленно отправится на его поиски. Гомер заезжает в магазин под названием «Дом Зла», где продаются магические и заколдованные вещи. Продавец даёт Гомеру говорящую куклу Клоуна Красти, предупредив, что на ней ужасное проклятие. Дома Барт страшно обрадовался подарку, но дедушка начал уверять, что эта кукла проклята (хотя Мардж отмечает, что он сказал то же самое обо всех подарках). На следующий день Гомер, играя с Красти, услышал, что кукла хочет его убить, и Красти нападает на Гомера с ножом. Никто не поверил, что кукла ожила, но Красти начинает терроризировать Гомера. Он собирается избавиться от жуткой куклы, затолкав её в мешок со всеми своими старыми носками и бросив в Спрингфилдскую бездонную яму. На вернувшегося домой Гомера вновь нападает Красти и пытается его задушить. Мардж вызывает инспектора по злым клоунам. Оказалось, что Красти был включён на «Зло» вместо «Добра». После переключения со «Зла» на «Добро» Красти стал добрым и услужливым, и Гомер использует его в качестве слуги. История заканчивается хеппи-эндом, когда уставший Красти заходит в кукольный домик Лизы и целует её куклу Стейси, но у неё отваливается голова.
King Homer (с англ. — «Гомер Конг»; в переводе REN-TV — «Король Гомер»)
К мистеру Бёрнсу и Смитерсу приходит по объявлению Мардж Бувье, отправляясь в экспедицию на «Остров Обезьян», чтобы поймать легендарного Гомера. После высадки на остров исследователи видят туземное племя, взывающие к Гомеру. Вождь племени туземцев говорит, что женщина с голубыми волосами станет хорошим жертвоприношением. Мардж привязывают к алтарю за огромной стеной, отделяющей деревню туземцев от джунглей. Звуки гонга привлекают внимание Гомера Конга, который в это время сражался с Тираннозавром Рексом. Увидев Мардж, Гомер влюбляется в неё, и начинает играть с её прической. Бёрнс намеревается поймать его и доставить на Бродвей. Совершив вместе с матросами нападение на Гомера, с незначительными потерями Бёрнсу удаётся усыпить его газом. Вернувшись в Нью-Йорк, Бёрнс создаёт шоу с участием Гомера. Вспышки фотоаппаратов злят его и Гомер разрывает цепи, круша всё подряд и поедая людей. Он похищает Мардж и карабкается на небоскрёб, но, поднявшись на несколько метров, устаёт и падает на землю. Эпизод заканчивается свадьбой Гомера и Мардж.
Dial «Z» for Zombie (с англ. — ««З» значит зомби»)
После того, как весь класс высмеивает Барта за его безграмотность, школьный хулиган идёт в библиотеку для поиска литературы, соответствующей его школьной программе. Барт в итоге обнаруживает книгу чёрной магии и, пытаясь оживить для Лизы почившую кошку Снежинку I, он пробуждает к жизни живых мертвецов. Оказавшись среди толпы голодных зомби, семье Симпсонов приходится пробираться в школьную библиотеку, чтобы найти заклинание, возвращающее пожирателей плоти в мир мёртвых.